# 闫绍庆
闫绍庆，河南鲁山人，清朝政治人物。
闫绍庆曾于1653年接替姚修蔚任上海县知县一职，1657年由商显仁接任。